# Patrice Bart
Patrice Bart (* 1945 in Paris) ist ein französischer Tänzer, Choreograf und Ballettmeister. Er ist stellvertretender Ballettdirektor und Ballettmeister des Ballet de l’Opéra de Paris.

## Biografie
1957 begann Bart mit 12 Jahren seine Ballettausbildung an der École de Danse de l’Opéra de Paris. Nur zwei Jahre später trat er, noch nicht einmal 15 Jahre alt, dem Corps de ballet der Pariser Oper bei. 1963 wurde er zum Coryphée, 1969 folgte die Beförderung zum Premier danseur. Im Rahmen einer Aufführung von Schwanensee wurde er schließlich 1972 zum Étoile ernannt.
Noch vor Beendigung seiner Bühnenkarriere 1989 begann Bart als Balletttrainer zu arbeiten. Seit 1990 ist er Ballettmeister des Pariser Opernballetts.
Seine erste Choreografie präsentierte Bart 1993 mit seiner Version von Don Quichotte an der Berliner Staatsoper Unter den Linden. Seitdem hat er für verschiedene Kompanien der Welt sowohl die klassischen Repertoire-Werke überarbeitet als auch völlig neue Werke choreografiert.

## Preise und Ehrungen
- Officier des Arts et des Lettres
- Officier de l’Ordre national du mérite
- Chevalier de la Légion d’honneur
- 1969: Preisträger des Internationalen Ballettwettbewerbs Moskau
- 1974: Prix Nijinsky

## Werke
- 1993 Don Quichotte (Ludwig Minkus)
- 1996 Giselle (Adolphe Adam)
  - Coppélia (Léo Delibes)
- 1997 Schwanensee (Peter Tschaikowski)
  - Verdiana (Giuseppe Verdi)
- 1999 Der Nussknacker (Peter Tschaikowski)
- 2002 Romeo und Julia (Sergej Prokofjew)
  - La Bayadère (Ludwig Minkus)
- 2003 La Petite Danseuse de Degas (Denis Levaillant)
- 2005 Tchaikovski (Peter Tschaikowski)
- 2009 Das flammende Herz (Felix Mendelssohn Bartholdy)

### Bildtonträger
- Peter I. Tschaikowski: Schwanensee, Ballett der Deutschen Staatsoper Berlin, DVD, 1998 (Choreografie)
- Peter I. Tschaikowski: Der Nussknacker, Ballett der Deutschen Staatsoper Berlin, DVD, 1999 (Choreografie)

### Bücher
- Verdiana. Ballett in zwei Akten von Patrice Bart und Knud Arne Jürgensen, Musik von Giuseppe Verdi. Ein Ballettführer. Insel, Frankfurt am Main 1999, ISBN 3-458-34603-1.